# Mirepeisset
Mirepeisset é uma comuna francesa na região administrativa de Occitânia, no departamento de Aude. Estende-se por uma área de 5,19 km². Em 2010 a comuna tinha 776 habitantes (densidade: 149,5 hab./km²).